# Triss Merigold
Triss Merigold is een personage in de The Witcher-franchise. Het personage werd bedacht door de Poolse fantasyschrijver Andrzej Sapkowski. 

## Beschrijving
Triss Merigold van Maribor is een tovenares en een vriend van Geralt en Yennefer. Triss is geboren in Maribor, de op een na grootste stad in Temeria. Ze zorgde een tijd voor prinses Ciri in Kaer Morhen. Ze was lid van de Loge van Tovenaressen. Triss is ongelukkig verliefd op Geralt, in de boekenserie was er een korte romance, maar ze wist dat hij van Yennefer houdt. Desondanks onderhouden beiden een hechte vriendschap.
Triss is een genezer en draagt vele magische drankjes bij zich, die ze echter nooit gebruikt vanwege haar allergie voor magie. In de boeken heeft Triss kastanjekleurig haar met blauwe ogen, in de computerspellen heeft ze rood haar met groene ogen. Ze draagt een zilveren amulet die bedekt is met saffier. Ze speelt een belangrijke rol in de computerspelserie.
Triss wordt in de Netflix-serie uit 2019 gespeeld door actrice Anna Shaffer.